# Villegas (Spanyolország)
Villegas egy község Spanyolországban, Burgos tartományban.  Lakosainak száma 79 fő (2024).

## Népesség
A település népessége az utóbbi években az alábbiak szerint változott:
| Lakosok száma | 122  | 116  | 111  | 99   | 97   | 89   | 90   | 87   | 90   | 79   |
|               | 2001 | 2004 | 2006 | 2009 | 2011 | 2014 | 2016 | 2019 | 2021 | 2024 |